# XL Puchar Gordona Bennetta (balonowy)
40. Puchar Gordona Bennetta – zawody balonów wolnych o Puchar Gordona Bennetta zorganizowane w Warstein w Niemczech. Start nastąpił 28 września 1996 roku.

## Uczestnicy
Wyniki zawodów.
| Zajęte miejsce | Balon              | Załoga Pilot Pomocnik pilota            | Kraj              | Czas lotu [h] | Odległość [km] | Miejsce lądowania     |
| -------------- | ------------------ | --------------------------------------- | ----------------- | ------------- | -------------- | --------------------- |
| 1.             | D-OCOL Columbus II | Wilhelm Eimers Bernd Landsmann          | Niemcy            | 72:01         | 1286,90        | Petroszany (ROU)      |
| 2.             |                    | John Mike Wallace Kevin Brielmann       | Stany Zjednoczone | 54:18         | 1087,30        | Szatmargseke (HUN)    |
| 3.             |                    | Johann Fürstner Gerald Stürzlinger      | Austria           | 41:19         | 1004,30        | Bácsalmás (HUN)       |
| 4.             |                    | Max Imstepf Kurt Frieden                | Szwajcaria        | 34:46         | 1002,80        | Bácsalmás (HUN)       |
| 5.             |                    | Christian Stoll Werner Najer            | Szwajcaria        | 39:44         | 1000,50        | Bácsalmás (HUN)       |
| 6.             |                    | Hans Jörg Fröhlin Walter Vollenweider   | Szwajcaria        | 41:36         | 879,60         | Harmashatr Hegy (HUN) |
| 7.             |                    | Josef Starkbaum Roland Starkbaum        | Austria           | 22:47         | 687,20         | Zarovice (CZE)        |
| 8.             |                    | Josef Höhl Jürgen Schubert              | Niemcy            | 21:03         | 645,90         | Zarovice (CZE)        |
| 9.             | SP-BZO Polonez     | Stefan Makné Dariusz Brzozowski         | Polska            | 16:32         | 567,70         | Zarow (POL)           |
| 10.            |                    | Rien Jurg Ron van Houten                | Holandia          | 16:07         | 459,40         | Ostritz (GER)         |
| 11.            |                    | Richard Abruzzo David Melton            | Stany Zjednoczone | 14:04         | 456,80         | Hirschfelde (GER)     |
| 12.            |                    | Heinz Brachtendorf Karl-Heinz Hutmacher | Niemcy            | 13:33         | 449,50         | Jänkendorf (GER)      |
| 13.            |                    | Troy Bradley Tamara Bradley             | Stany Zjednoczone | 13:33         | 446,10         | Jestribi (CZE)        |
| 14.            |                    | Silvia Wagner Thomas Lewetz             | Austria           | 10:35         | 324,20         | Torgau (GER)          |